# Deeps
Pour les articles homonymes, voir dps.
deeps (ディープス, diipusu), renommé dps en 1999, est un groupe féminin de J-pop actif de 1997 à 2002.

## Histoire
Le groupe est formé en 1997 et est signé sur le label Warner LDC. Il est créé sur le modèle du groupe vedette de l'époque, SPEED, par leur producteur et auteur-compositeur commun, Hiromasa Ijichi, son nom étant d'ailleurs « speed » épelé à l'envers et en minuscules, avec le même type de chansons et une allure plus mûre (mais moins de succès). Il est alors composé des trois idoles japonaises Aki, Chika, et Hiro, mais cette dernière est rapidement remplacée par Eri peu après la sortie du premier single. Son premier album sorti en 1998 se classe 7e des ventes des charts oricon, mais restera son seul disque à se classer dans le top 10.
Mi-1999, après avoir sorti sept singles, deux albums (dont un mini-album de reprises de noêl) et une compilation en tant que deeps, le groupe change de producteur et est renommé dps, avec des chansons désormais de style eurobeat. Le groupe sort encore six singles et deux albums sous ce nouveau nom, mais avec de moins en moins de succès, jusqu'à ce qu'il soit lâché par son label, qui sort une deuxième compilation (attribuée à deeps) début 2001 en guise de (fausse) conclusion. Le groupe dps sort encore un single en indépendant mi-2001 (alors que son ancien label sort une troisième compilation, attribuée à dps), avant de se séparer en 2002.

## Membres
- AKI (松下亜希子?, née le 13 octobre 1978)
- CHIKA (岩沼千賀子?, née le 25 novembre 1979)
- ERI (櫻井絵理?, née le 9 mai 1980)

Ex-membre
- HIRO (椛島廣恵?, née le 6 août 1978)

## Discographie

### Singles
deeps
dps

### Albums
deeps
dps

### Compilations
deeps
dps